# Recz
Recz, tyska: Reetz, är en småstad i nordvästra Polen, belägen i distriktet Powiat choszczeński i Västpommerns vojvodskap, vid floden Ina omkring 75 km öster om Szczecin. Tätorten har 2 973 invånare (år 2014) och är centralort i en stads- och landskommun med sammanlagt 5 680 invånare.

## Kända personer
- Daniel Cramer (1568-1637), luthersk teolog och författare.
- Marie Schlei (1919-1983), tysk socialdemokratisk politiker tillhörande SPD, Västtysklands biståndsminister 1976-1978.